# Most Marszowicki
Most Marszowicki (Most Stabłowicki, Weistritzbrücke, Marschwitzer Brücke) – most we Wrocławiu stanowiący przeprawę nad rzeką Bystrzyca. Leży w zachodniej części miasta, w rejonie osiedla Marszowice (osiedle położone jest na lewym, zachodnim brzegu rzeki; wschodni, prawy brzeg rzeki to osiedle Stabłowice), w ciągu Ulicy Głównej. Powyżej mostu zlokalizowany jest na rzece Stopień Wodny Marszowice z małą Elektrownią Wodną Marszowice. Most wraz z kamieniem granicznym i budowlami stopnia wodnego, zostały ujęte w wykazie zabytków miasta.
Konstrukcja mostu składa się z jednego przęsła, o długości 35,4 m. Dźwigary nośne to dwie stalowe kratownice, wykonane w technologii połączeń nitowych. Pomost z jezdnią podparty w pasie dolnym kratownic. Szerokość mostu wynosi 8,7 m, w tym 6,27 m to jezdnia i 1,05 m chodnik. Nawierzchnia jezdni wykonana została jako bitumiczna, a chodników z płyt betonowych. Most wybudowany został w 1900 roku. Przy wschodnim przyczółku mostu znajduje się kamień graniczny.